# San Diego River
Der San Diego River ist ein 84 Kilometer langer Fluss im San Diego County in Kalifornien. Er entspringt nordwestlich von Julian in den Cuyamaca Mountains und fließt dann Richtung Südwesten bis zum El Capitan-Stausee. Er verlässt den Stausee wieder und durchquert die Städte und Dörfer westlich von Santee und San Diego. Auf diesem Weg durchfließt er den Mission Trails Regional Park, der zu den größten Stadtparks in den Vereinigten Staaten zählt. Schließlich mündet er nahe der Mission Bay in den Pazifik. Die wichtigsten Nebenflüsse sind der Boulder Creek, der Cedar Creek, der Chocolate Creek, der Conejos Creek, der Forester Creek, der Los Coches Creek und der San Vincente Creek.